# Rayal
Rayal (nep. रायल) – gaun wikas samiti w zachodniej części Nepalu w strefie Seti w dystrykcie Bajhang. Według nepalskiego spisu powszechnego z 2011 roku liczył on 1152 gospodarstwa domowe i 6395 mieszkańców (3454 kobiety i 2941 mężczyzn).